# Aleurovitreus risor
Aleurovitreus risor es un hemíptero de la familia Aleyrodidae, con una subfamilia: Aleyrodinae.
Aleurovitreus risor fue descrita científicamente por primera vez por Martin en 2005.